# Eleșnița, Sofia
Eleșnița (în bulgară Елешница) este un sat în comuna Elin Pelin, regiunea Sofia,  Bulgaria. 

## Demografie
Componența etnică a satului Eleșnița
     Bulgari (88,94%)
     Nicio identificare (11,05%)
     Altele (0%)
La recensământul din 2011, populația satului Eleșnița era de 425 locuitori. Din punct de vedere etnic, majoritatea locuitorilor (88,94%) erau bulgari. Pentru 11,05% din locuitori nu este cunoscută apartenența etnică.